# 제1해병원정군
제1해병원정군(I Marine Expeditionary Force)은 미국 해병대의 해병 공지 임무대 중 해병 원정군에 해당하는 부대이다. 제1해병사단, 제3해병항공단, 제1해병군수단으로 구성된다.
1969년 11월 8일, 오키나와에서 제1해병원정군으로 창설되어, 1970년 7월 18일 제1해병상륙군으로 개명되었다. 1971년 4월 캘리포니아주 MCB 캠프 펜들턴으로 옮겨갔으며, 1988년 1월 5일, 제1해병원정군으로 명칭이 되돌려졌다.

## 편성

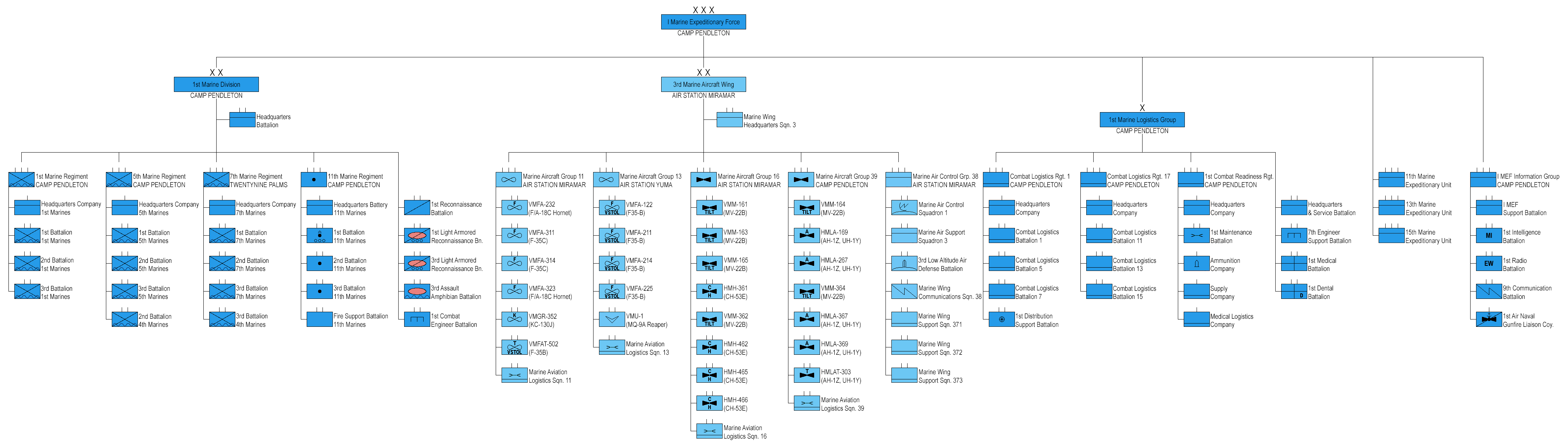
1st MEF 구조

제1해병사단
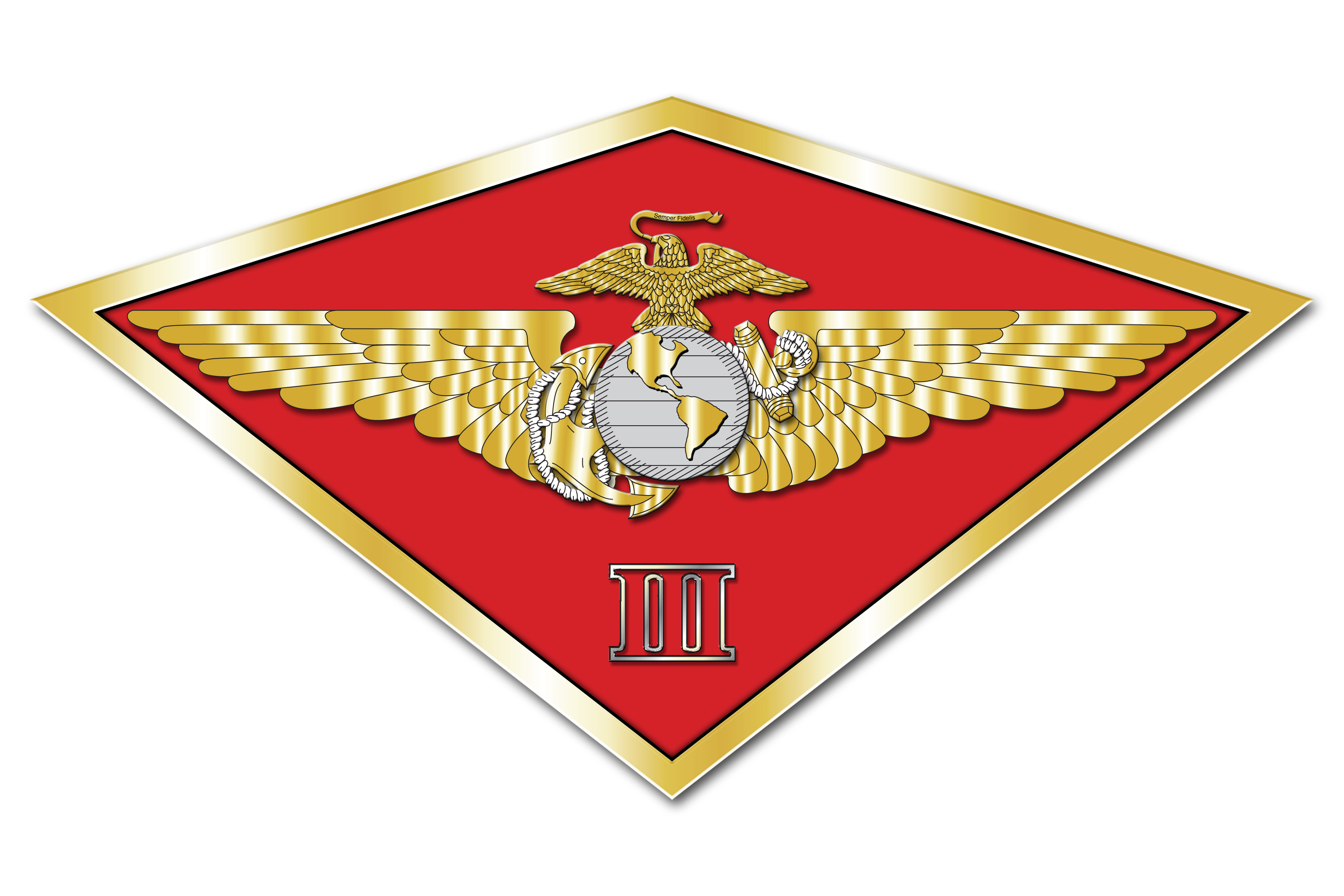
제3해병항공단
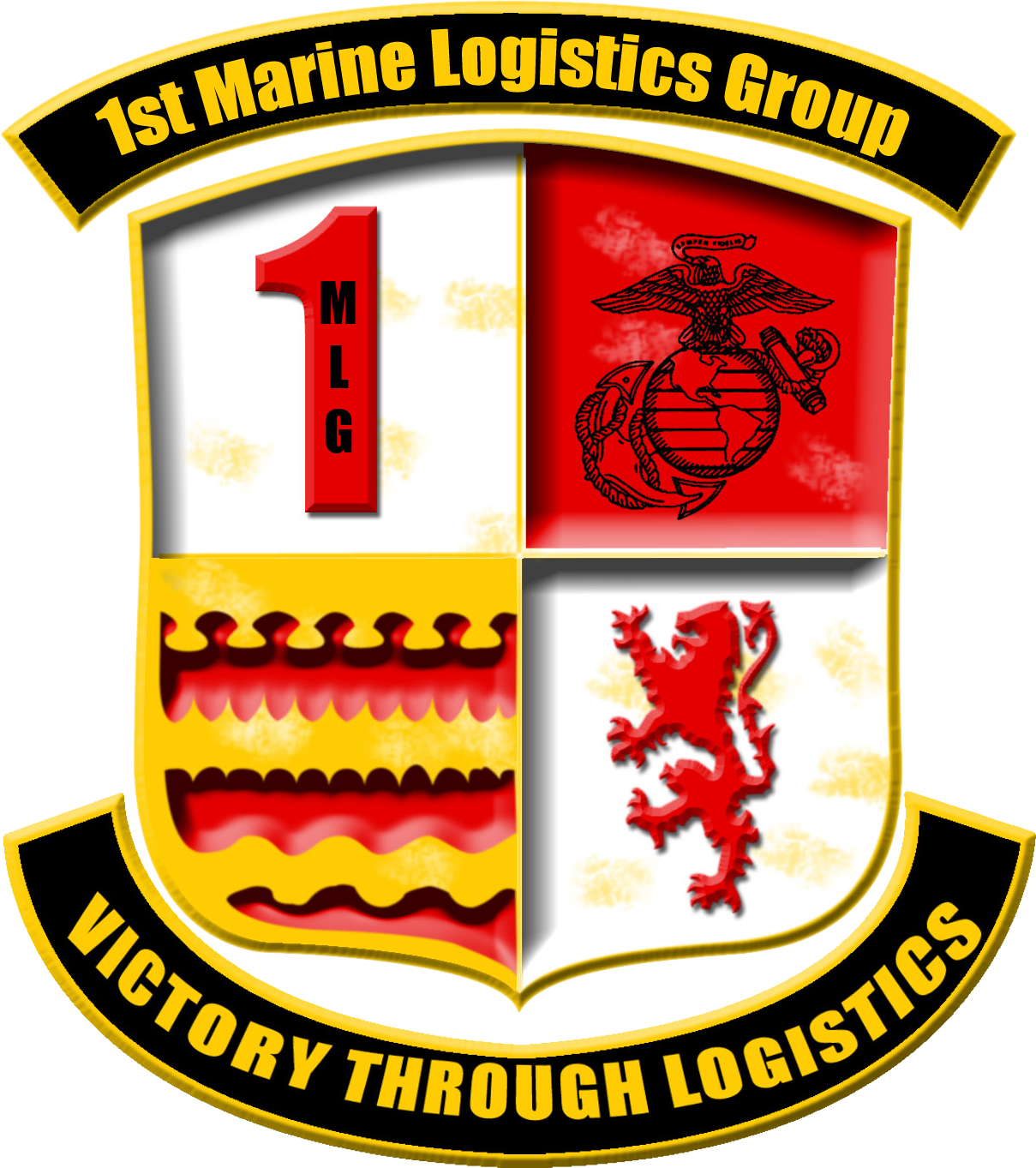
제1해병군수단
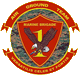
제1해병원정여단
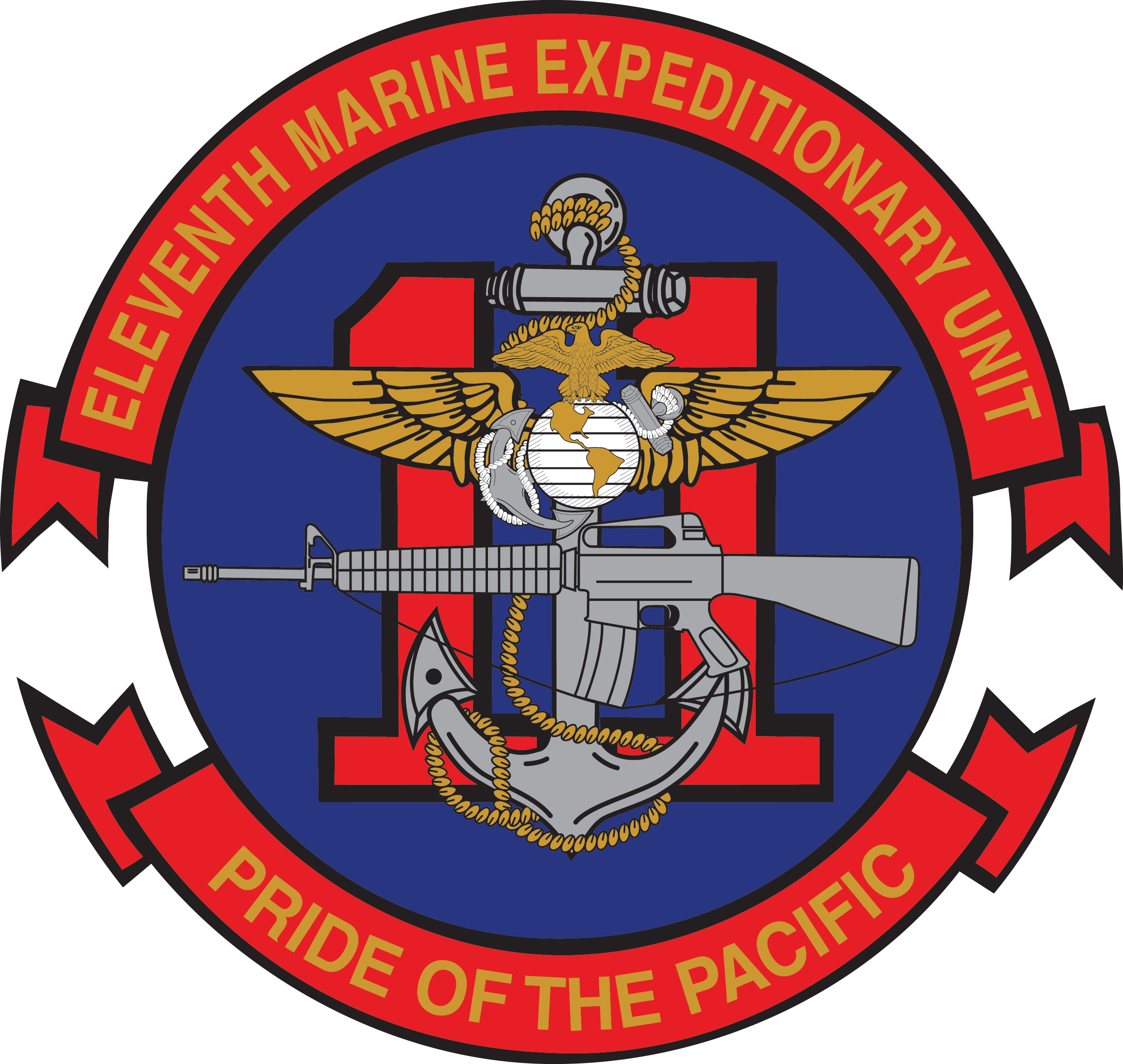
제11해병원정대
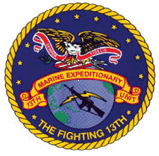
제13해병원정대
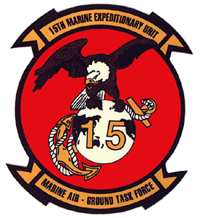
제15해병원정대

제1해병원정단 본부지휘단
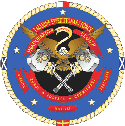
본부/참모부
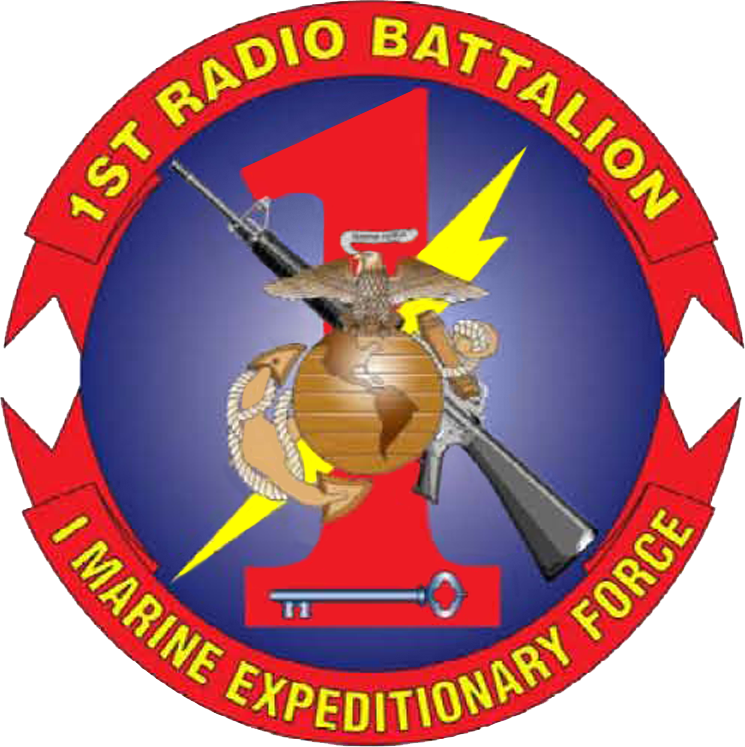
제1무전대대
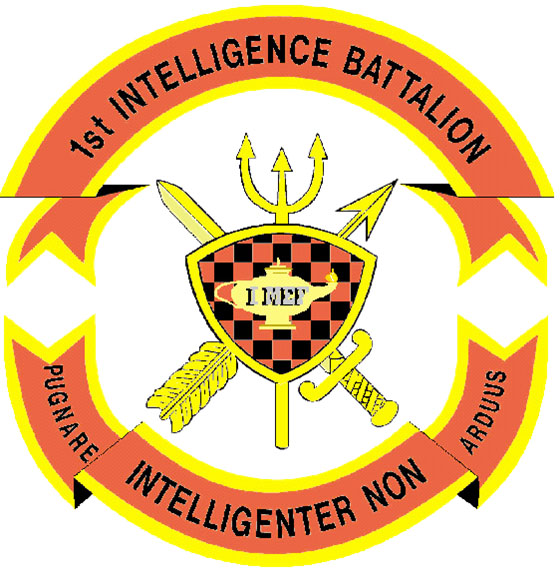
제1정보대대
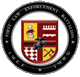
제1법집행대대
제9통신대대
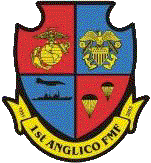
제1항공함포연락중대

## 기록

### 계보
- 1969년 11월 8일 - 창설: 오키나와, 제1해병원정군(I Marine Expeditionary Force)
- 1970년 8월 18일 - 제1해병상륙군(I Marine Amphibious Force (I MAF))
- 1971년 4월 - 이동: 캘리포니아주 MCB 캠프 펜들턴
- 1988 2월 5일 - 제1해병원정군(I Marine Expeditionary Force)

### 참전
- 사막 방패 작전 - 서남아시아, 1990년 8월 ~ 1991년 4월
- 사막 폭풍 작전 - 서남아시아, 1990년 8월 ~ 1991년 4월
- 희망 회복 작전 - 소말리아, 1992년 12월 ~ 1993년 5월
- 남부 감시 작전 - 이라크, 1998년 1월 ~ 1998년 2월
- 사막 천둥 작전 - 이라크, 1998년 2월 ~ 1998년 6월
- 항구적 자유 작전 - 쿠웨이트/아프가니스탄, 2002년 11월 ~ 현재
- 이라크 자유 작전 - 이라크, 2003년 3월 – 2010년